# جوليا هيرلي
جوليا هيرلي (بالإنجليزية: Julia Hurley)‏ هي ممثلة أمريكية، ولدت في 1848 في غرينتش فيليج في الولايات المتحدة، وتوفيت في 4 يونيو 1927 في نيويورك في الولايات المتحدة.

## وصلات خارجية
- جوليا هيرلي على موقع IMDb (الإنجليزية)
- جوليا هيرلي على موقع أول موفي (الإنجليزية)
- جوليا هيرلي على موقع قاعدة بيانات برودواي على الإنترنت (الإنجليزية)
- جوليا هيرلي على موقع قاعدة بيانات الفيلم (الإنجليزية)
- جوليا هيرلي على موقع كينوبويسك (الروسية)